# Stacy Keibler
Stacy Keibler (ur. 14 października 1979 w Baltimore) – amerykańska aktorka i modelka, była wrestlerka.
Stacy Keibler wzięła udział w drugiej edycji amerykańskiego Tańca z gwiazdami (ang. Dancing with the Stars), w którym zajęła 3. miejsce. Występowała również w innych programach rozrywkowych American Broadcasting Company (ABC) takich jak What About Brian, George Lopez czy October Road. Jako modelka pozowała do takich magazynów jak Maxim czy Stuff.
W 2004 roku otrzymała tytuł „Dziewczyny Roku Federacji WWE” (ang. WWE Babe of the Year).

## Filmografia
| Rok  | Tytuł                 | Rola                       | Uwagi      |
| ---- | --------------------- | -------------------------- | ---------- |
| 1998 | Pecker                | blondynka w autobusie      |            |
| 2001 | Bubble Boy            | pracująca dziewczyna       |            |
| 2007 | George Lopez          | Lindsay                    | 2 epizody  |
| 2007 | What About Brian      | Stephanie                  | 5 epizodów |
| 2007 | The Comebacks         | Mama Wszystkich Amerykanów |            |
| 2008 | October Road          | Rory Dunlop                | 1 epizod   |
| 2008 | Samurai Girl          | Karen                      | 2 epizody  |
| 2010 | How I Met Your Mother | barmanka                   | 1 epizod   |
| 2010 | Psych                 | Jessica                    | 1 epizod   |